# Budki (obwód wołyński)
Budki (ukr. Будки, Budky) – wieś na Ukrainie, w obwodzie wołyńskim, w rejonie kamieńskim.
Do 2020 w rejonie maniewickim.